# Janne Olsson (musiker)
Jan-Olof Erik "Janne" Olsson, född 14 maj 1964, är en svensk musiker. 
Han spelar gitarr och är sångare i punkbandet Köttgrottorna sedan mitten av 1980-talet. Olsson har även spelat i band som Toby Wass, Hästarna, I väntan på Torsson, 631161 samt är även grundare och frontfigur i partybandet LIFT.
2015 medverkade han vid KSMB:s återförening på Bråvallafestivalen som ersättare för den då nyligen bortgångne Lars "Guld-Lars" Jonson.
Sedan oktober  2015 spelar Olsson även med Köpingsbaserade punkbandet Charta 77.